# Mey Santamaría
Maydel Santa María Góngora (La Habana, 30 de agosto de 1976), más conocida como Mey, es una exmodelo y presentadora de televisión cubana radicada en Chile. Es conocida por su participación en Morandé con compañía y Así somos.

## Biografía
Hija de Sobeida Góngora (oftalmóloga) y José Luis Santa María. Tiene dos medios hermanos: Jesús y Jorge Luis. Desde los 19 años vive en Santiago de Chile.
Está casada con el odontólogo chileno Philip Timmermann.

### Carrera profesional
En Cuba trabajaba como instructora de buceo y sólo le quedaban algunas horas de práctica para alcanzar el carné especial de buceo. Sin embargo, no lo obtuvo, ya que se quedaría para siempre en Chile, hasta donde llegó de vacaciones.
Comenzó trabajando como modelo en los programas de televisión La última tentación y Morandé con Compañía. Fue en este último donde adquirió popularidad.
En 2005 recibió una propuesta de TVN para integrarse a sus filas. Condujo el programa Corre video junto a Martín Cárcamo y fue modelo del estelar Noche de juegos.
En Así somos de La Red, que en ese entonces competía con el programa de Kike Morandé, explotó una nueva faceta en torno a la conversación de diferentes temas. Se mantuvo en el espacio entre 2007 y 2010.
Desde el 2 de febrero de 2015 está de vuelta en La Red. Esta vez como conductora de La tarde de todos junto a la periodista Constanza Roberts. Debido a la baja audiencia del programa, este último es finalizado, además Mey es invitada a participar como panelista del programa Así somos en el mismo canal.

## Vida personal
Conoció a Gustavo Battaglia en 2003, cuando trabajaron juntos en un infomercial para Estados Unidos. En 2004 volvieron a trabajar juntos para Aventura animal del canal de cable Zona Latina. Se casaron en 2006, pero terminaron la relación en 2008.
En 2012 se casó con el odontólogo chileno Philip Timmermann, con quien tiene un hijo que nació el 18 de diciembre de 2014 llamado Nicolás Timmermann Santamaría.
En 2016 se convirtió en madre cuidadora de un bebe de un hogar de menores del Sename hasta que fue dado en adopción en junio de 2017.

## Filmografía

### Televisión
| Año       | Programa                    | Rol                                       | Canal       |
| --------- | --------------------------- | ----------------------------------------- | ----------- |
| 2001      | Buenos días a todos         | Modelo                                    | TVN         |
| 2002      | SQP                         | Notera                                    | Chilevisión |
| 2003      | La última tentación         | Modelo                                    | Chilevisión |
| 2003      | Morandé con compañía        | Modelo                                    | Mega        |
| 2004      | Aventura animal             | Conductora                                | Zona Latina |
| 2004-2005 | Noche de juegos             | Modelo                                    | TVN         |
| 2005      | Corre video                 | Conductora                                | TVN         |
| 2006      | Mira quien habla            | Panelista                                 | Mega        |
| 2007-2010 | Así somos                   | Panelista                                 | La Red      |
| 2008      | Huaquiman y Tolosa          | Actriz invitada, capítulo 3, 2° Temporada | Canal 13    |
| 2013      | Baila! Al ritmo de un sueño | Participante                              | Chilevisión |
| 2015      | La tarde de todos           | Conductora                                | La Red      |
| 2015      | Así somos                   | Panelista                                 | La Red      |
| 2015-2016 | Mujeres Primero             | Conductora reemplazante                   | La Red      |
| 2016      | Así somos                   | Panelista                                 | La Red      |

### Programas de televisión
- La noche del Mundial (TVN, 2006) - Invitada
- A tu día le falta Aldo (Canal 13, 2010) - Invitada
- Juga2 (TVN, 2013) - Invitada
- No eres tú, soy yo (Zona Latina, 2013) - Invitada
- Más vale tarde (Mega, 2014) - Invitada
- Bienvenidos (Canal 13, 2014) - Invitada
- Mentiras Verdaderas (La Red, 2015) - Invitada